# Passiflora speciosa
Passiflora speciosa Gardner – gatunek rośliny z rodziny męczennicowatych (Passifloraceae Juss. ex Kunth in Humb.). Występuje endemicznie w Brazylii w stanach Espírito Santo, Minas Gerais oraz Rio de Janeiro. 

## Morfologia
PokrójZdrewniałe, trwałe, owłosione liany.
LiściePotrójnie klapowane, sercowate u podstawy, skórzaste. Mają 4–12 cm długości oraz 4–10 cm szerokości. Ząbkowane, z ostrym wierzchołkiem. Ogonek liściowy jest owłosiony i ma długość 12–20 mm. Przylistki są owalne o długości 17 mm.
KwiatyPojedyncze. Działki kielicha są podłużnie lancetowate, mają 4–6 cm długości. Płatki są podłużnie lancetowate, czerwonawe, mają 4–6 cm długości. Przykoronek ułożony jest w dwóch rzędach, biało-purpurowy, ma 8–15 mm długości.
OwoceSą owalnie elipsoidalnego kształtu. Mają 6 cm długości i 2,5 cm średnicy.